# أوي
أوي (باليابانية: Aoi) هو مغني ياباني، ولد في 4 يونيو 1984 في اليابان.

## وصلات خارجية
- أوي على موقع ميوزك برينز (الإنجليزية)